# Я живий
"Я живий" - другий студійний альбом гурту Нерви . Презентація альбому відбулася 1 грудня 2013 року в Москві і 7 грудня 2013 року в Санкт-Петербурзі .
Пісні для альбому гурт почав записувати ще у своєму турі за першим альбомом «Нерви! Тепліє! Граємо! ».

NewsMuz.com цитує Євгена Мільковського  :
«…Ми виконаємо нові пісні, яких ще немає на одному носії, спочатку ми дамо їм життя, а лише потім заллємо у Ваші колонки. Ми зберемо альбом, виходячи з реакції залу, спираючись на думку публіки! Сподіваємось, Вам сподобається! »"
Після цієї заяви Нерви справді зібрали альбом, що складається з 21 треку, щоправда великої популярності вони не знайшли, крім пісні «Ворони», на яку був випущений відеокліп на YouTube 

## Критика
Критика про альбом відгукнулася неоднозначно. Олексій Мажаєв оцінив альбом на 3 із 5 зірок  .

З одного боку альбом звинувачують у простоті, відсутності глибоких смислів та підтекстів:
Нові молодіжні кумири зовсім не морочаться на теми, що про них скажуть дорослі і що напише в підводці до інтерв'ю мережева версія журналу «Афіша». Цільова аудиторія «Нервів» поки що плутає наївність із щирістю. Тим же грішать і Мільковський з компанією, тому їм з їхньою публікою добре разом, а високолобим критикам слід прикрити двері і піти навшпиньки… …У «Качай» Мільковський співає рефрен «Давай, давай» у такій дивній манері, наче заздалегідь бронює місце для майбутніх екзальтованих дівочих підспівів. Пісня «Понт» — чергова битва з ворожими уявними. Це вже майже набридає, і тут "Нерви" дістають новий несподіваний козир. Композиція «Найзвичайніша», активно використовуючи сленг соцмережі «ВКонтакте», яскраво описує богемну дівчину, до якої ліричний герой явно небайдужий: «І мені начхати хто її мати, вона звичайнісінька…, припудрить ніс і танцювати, вона звичайнісінька… ».
З іншого боку, альбом хвалять за наявність емоційно-ліричних пісень, які прикрашають альбом:
«На диску є ще емоційно-ліричні „Не доводь мене“, „Ангели“ та „Люди і центи“, речитатив, що зривається, „Перегоріли“, позитивний „Пірс“, що гіпнотизують (за задумом Мільковського) „Мені потрібно вірити“ і „Я живий І кілька пісень, що закріплюють попередні досягнення. Навряд чи лайка на адресу богемних дівчат допоможе „Нервам“ їх завоювати, але на звичайних шанувальниць перепади настрою, які рясніє платівка, повинні діяти цілком забійно».

## Список композицій
Адаптовано під Spotify . 
| #       | Назва    | Тривалість |
| ------- | -------- | ---------- |
| 1.      | Untitled | 4:08       |
| 2.      | Untitled | 2:58       |
| 3.      | Untitled | 4:30       |
| 4.      | Untitled | 3:44       |
| 8.      | Untitled | 3:30       |
| 11.     | Untitled | 3:30       |
| 13.     | Untitled | 4:00       |
| 14.     | Untitled | 4:38       |
| 15.     | Untitled | 3:10       |
| 16.     | Untitled | 3:40       |
| 17.     | Untitled | 2:54       |
| 18.     | Untitled | 3:45       |
| 19.     | Untitled | 3:46       |
| 20.     | Untitled | 1:55       |
| 22.     | Untitled | 5:44       |
| 23.     | Untitled | 4:00       |
| 24.     | Untitled | 5:05       |
| 25.     | Untitled | 2:22       |
| 27.     | Untitled | 4:51       |
| 28.     | Untitled | 3:44       |
| 32.     | Untitled | 3:33       |
| 1:19:00 |          |            |